# ГЕС Пенч
ГЕС Пенч — гідроелектростанція в центральній частині Індії на крайньому північному сході штату Махараштра (більша частина водосховища знаходиться у штаті Мадх'я-Прадеш), за півсотні кілометрів на північ від міста Нагпур. Використовує ресурс із річки Пенч, яка відноситься до лівобережної частини басейну однієї з найбільших річок країни Годаварі (тече на схід із Західних Гатів та впадає у Бенгальську затоку на узбережжі штату Андхра-Прадеш). При цьому Пенч впадає ліворуч до Канхан, правої притоки Вайнганги, котра становить лівий витік найбільшої притоки Годаварі Пранхіти.
У межах проєкту річку перекрили комбінованою кам'яно-накидною та бетонною греблею Totladoh висотою 75 метрів та довжиною 680 метрів, яка потребувала 973 тис. м3 матеріалу. Вона утримує водосховище з припустимим коливанням рівня в операційному режимі між позначками 464 та 490 метрів НРМ (максимальний рівень на випадок повені 494 метри НРМ), чому відповідає площа поверхні від 14,9 до 77,8 км2. Водойма має об'єм у 1,24 млрд м3 та корисний об'єм 1,09 млрд м3.
Розташований за 0,3 км від греблі підземний машинний зал обладнали двома турбінами типу Френсіс потужністю по 80 МВт. За проєктом вони повинні забезпечувати виробітку 315 млн кВт·год електроенергії на рік (у 2014—2015 фінансовому році фактично вироблено 390 млн кВт·год).
Відпрацьована вода відводиться у річку незадовго до наступного сховища, на виході з якого іригаційних каналів працюють ГЕС Бандардхара І та ГЕС Бандардхара ІІ (12 та 34 МВт відповідно).
Для видачі продукції спорудили ЛЕП, розраховану на роботу під напругою 132 кВ.